# Blahodatne, Bobrîneț
Blahodatne (în ucraineană Благодатне) este localitatea de reședință a comunei Kuibîșeve din raionul Bobrîneț, regiunea Kirovohrad, Ucraina.

## Demografie
Componența lingvistică a localității Blahodatne
     Ucraineană (93,4%)
     Rusă (5,62%)
     Alte limbi (0,84%)
Conform recensământului din 2001, majoritatea populației localității Blahodatne era vorbitoare de ucraineană (93,4%), existând în minoritate și vorbitori de rusă (5,62%).